# Discogs
Discogs – internetowa baza dyskografii rozwijana przez użytkowników, założona w 2000 roku.
Serwis jest własnością firmy Zink Media, Inc., zlokalizowanej w Portland w USA. Stanowi on jeden z największych zbiorów tego typu dostępnych on-line. Dane uzupełniane są przez użytkowników, którym przysługuje taka możliwość po wcześniejszej, nieodpłatnej rejestracji. Osoby, które tego dokonały, mają również możliwość grupowania swoich własnych zbiorów oraz informowania pozostałych członków o chęci sprzedaży poszczególnych płyt. Dotychczas (stan na lipiec 2024) skatalogowano ponad 17,4 mln wydań, 9,1 mln artystów oraz 2,1 mln wytwórni płytowych. Discogs zajmował 771. miejsce w rankingu Alexa (stan na 2021).

## Historia
Rejestracji domeny Discogs.com dokonano w sierpniu 2000, zaś uruchomienie witryny nastąpiło w październiku tego samego roku. Inicjatorem owego przedsięwzięcia był programista Kevin Lewandowski, mający w zamierzeniu stworzenie spisu prywatnej kolekcji muzycznej. Autor realizując swój pomysł, kierował się sukcesem takich serwisów jak eBay, Open Directory Project, czy też Slashdot.
Strona w pierwotnym założeniu miała być obszerną bazą informacji na temat muzyki elektronicznej, pogrupowanych ze względu na artystę, wytwórnię oraz wydania. W 2003 kod strony został napisany od nowa i począwszy od stycznia 2004 zaczęto wspierać pozostałe gatunki muzyczne. Pierwszym w kolejności był hip-hop, następnie rock, jazz, funk/soul, muzyka latynoamerykańska oraz reggae w październiku 2005. W styczniu 2006 dodano kategorię blues oraz wydania niestanowiące utworów muzycznych (wywiady, nagrania zarejestrowane poza studiem nagraniowym etc.). Możliwość katalogowania muzyki poważnej została udostępniona w czerwcu 2007. W październiku tego samego roku udostępniono wsparcie dla pozostałych gatunków, dzięki czemu stało się możliwe skatalogowania dowolnej płyty.
30 czerwca 2004 Discogs opublikowało swój ostatni raport dotyczący ilości danych oraz kontrybutorów. Wynikało z niego, że w serwis posiada 260 789 opisanych wydań oraz 15 788 aktywnych użytkowników. 20 lipca 2007 wprowadzony został nowy system Market Price History dla osób dokonujących transakcji. Wyświetlał on informacje dotyczące cen wydań sprzedanych do 12 miesięcy wcześniej. Funkcjonalność dostępna była za darmo przez 60 dni, dłuży okres wiązał się z płatną subskrypcją. Konieczność opłaty za Market Price History została zniesiona z początkiem roku 2008, umożliwiając tym samym korzystanie z niej nieodpłatnie.
W połowie sierpnia 2007 umożliwiono dostęp do informacji za pomocą RESTful API wykorzystującego format XML. Początkowa, restrykcyjna licencja uniemożliwiająca modyfikację danych, z czasem została zmieniona na public domain. Wcześniej zbiory Discogs dostępne były wyłącznie poprzez język HTML, ze względu na przeznaczenie witryny jedynie dla przeglądarek internetowych. Interfejs HTML był też jedynym autoryzowanym sposobem na ingerencję w dane.

## System kontrybucji
System dodawania danych przeszedł 4 rewizje.

### Wersja 1 (V1)
Wszystkie napływające kontrybucje weryfikowane były przez uprzywilejowanych użytkowników (moderatorów) wytypowanych przez administrację. Dane pochodzące z kontrybucji nie były publikowane, dopóki nie uzyskały choć jednego pozytywnego głosu od moderatora.

### Wersja 2 (V2)
Kolejna wersja systemu wprowadziła koncepcję limitu do 2–3 kontrybucji, jakie mogły oczekiwać w kolejce do moderacji. Limit zwiększał się w skali logarytmicznej. To rozwiązanie względem nowych użytkowników miało na celu dwie rzeczy: Pozwalało ono uniknąć nadmiaru danych nadchodzących do moderatorów. Było również pomocne w oswajaniu się z zasadami obowiązującymi w serwisie. Wymagane były dwa głosy, aby dodane wydanie zostało zaakceptowane.

### Wersja 3 (V3)
Limit kontrybucji został zniesiony, umożliwiając w ten sposób na edycję oraz dodawanie nowych wydań w stopniu nieograniczonym. Nowe płyty dodane do bazy były wyraźnie oznaczone jako „niezmoderowane”. Poprawki wniesione do już istniejących wydań publikowane były dopiero po zaakceptowaniu przez moderatora.

### Wersja 4 (V4)
System ten został wprowadzony 10 marca 2008 r. Nowe wydania oraz modyfikacje odnoszą natychmiastowy skutek. Oznaczone są one jednak jako „potrzebujące głosów” (needing votes). Oflagowany wpis zaznaczony jest na liście płyt żółtym kolorem. Na każdą pozycję głosować można w dowolnej chwili, nawet jeśli nie jest ona oflagowana. Na głosy składa się ocena wszystkich informacji o wydaniu (nie tylko ostatnio dokonanych edycji). Dokonywać takiej oceny mogą użytkownicy, którym automatycznie zostały przyznane uprawnienia przez nieujawniony algorytm. Średnia głosów danego wydania podawana jest wraz z innymi danymi o nim.
Ta wersja systemu wywołała wśród aktywnych użytkowników oraz moderatorów sporo kontrowersji. Powodem tego jest zmniejszenie rzetelności informacji, a co za tym idzie przydatności całej bazy danych. W rezultacie kilkoro użytkowników z długim stażem oraz byłych moderatorów usunęło swoje konta lub też ogłosiło bezterminowe odejście. Kilkuset pozostałych użytkowników wspólnie odpowiedzialnych za wprowadzenie początkowych 200 tys. wydań (około 1/5 całości) oznajmiła chęć powrotu do poprzedniej wersji – V3.
Zmianie uległ również system nagradzania kontrybutorów. W wersji v3 punkty przyznawane były tylko wtedy, gdy dana edycja została zaakceptowana przez głosy moderatorów. W kolejnej wersji, v4 punkty przyznawane są bez względu na głosy moderatorów oraz wiarygodność wprowadzonych informacji.